# Talassaari (ö i Mellersta Finland, Joutsa, lat 61,84, long 26,26)
Talassaari är en ö i Finland. Den ligger i sjön Suontee och i kommunen Joutsa i den ekonomiska regionen  Joutsa ekonomiska region  och landskapet Mellersta Finland, i den södra delen av landet, 200 km norr om huvudstaden Helsingfors. Öns area är 2,7 hektar och dess största längd är 320 meter i nord-sydlig riktning.